# Dichocrocis tharsalea
Dichocrocis tharsalea là một loài bướm đêm trong họ Crambidae.